# Phosphoglycerinsäuren
|                                       |                                 |
| 2-Phosphoglycerinsäure (hier: D-Form) | 3-Phosphoglycerinsäure (D-Form) |

Mit Phosphoglycerinsäuren (kurz: PGS) werden zwei chemischen Verbindungen, 2-Phosphoglycerinsäure (auch Glycerinsäure-2-phosphat) und 3-Phosphoglycerinsäure (auch Glycerinsäure-3-phosphat), bezeichnet. Diese leiten sich von der Glycerinsäure (2,3-Dihydroxypropansäure) ab, indem sie entweder an der C2-Hydroxygruppe oder der C3-Hydroxygruppe mit Phosphorsäure verestert sind. Im Stoffwechsel von Pflanzen und Tieren tritt vor allem das D-Isomer auf.
Die Anionen der Phosphoglycerinsäuren bezeichnet man als Phosphoglycerate. In der Biochemie wird fast ausschließlich von -glyceraten gesprochen, da die Carboxygruppe unter physiologischen Bedingungen dissoziiert vorliegt. Da sie drei Kohlenstoffatome enthalten, bezeichnet man die Phosphoglycerinsäuren als C3-Körper.